# Liu Min
 (août 2017).
Liu Min (chinois simplifié : 刘旻 ; chinois traditionnel : 劉旻 ; pinyin : liú mín), né en 895 et mort en 954, est le premier empereur du royaume des Han du Nord dans la Chine impériale. Il a vécu au cours de la période des Cinq Dynasties et des Dix Royaumes. Il est aussi nommé Liu Chong (刘崇 / 劉崇, liú chóng) avant 951 et connu par son nom de temple Shizu (世祖, shìzǔ). Il est de l'ethnie des Shatuo et le plus jeune frère de Liu Zhiyuan, le fondateur des Han postérieurs.
Liu Chong fonde les Han du Nord dans la base des Shatuo, située dans l'actuelle Shanxi, après que son fils aîné soit tué en 951 par le général Guo Wei, qui a renversé les Han postérieurs, et qui fonde les Zhou postérieurs. En 954, Liu Chong est défait par Chai Rong, le successeur de Guo, lors de la Bataille de Gaoping et meurt peu après.

## Jeunesse
Jeune, Liu Chong buvait et jouait. Il a été une fois condamné à rejoindre l'armée avec son visage tatoué.

## Pendant les Jin postérieurs
Lorsque Liu Zhiyuan devient le gouverneur militaire de Hedong (河東, approximativement l'actuelle Shanxi), il nomme Liu Chong comme son directeur en chef (都指揮使).

## Fondation des Han du Nord
Liu Min est le frère de Liu Zhiyuan, le fondateur des Han postérieurs, dernière d'une succession de trois dynasties des turcs Shatuo. Les Han postérieurs tombent en 950 avec l'arrivée des Zhou postérieurs. Liu Min déclare lui-même le successeur légitime des Han postérieurs et fonde le royaume des Han du Nord (parfois appelé Han Orientaux) dans le Shanxi, le traditionnel siège du pouvoir des turcs Shatuo.

## Relations aux frontières
Le royaume était situé entre ses deux plus grands et plus puissants voisins, le royaume des Zhou postérieurs au sud et les Khitans avec la Dynastie Liao au nord. Liu Min restaure les relations traditionnelles avec les Khitans, qui servent de protecteurs au royaume des Han du Nord, leur permettant de survivre plus longtemps que tous les autres royaumes répertoriés dans ceux des Dix Royaumes.

## Informations personnelles
- Père
  - Liu Dian (劉琠), honoré à titre posthume comme Empereur Zhangsheng, avec le nom de temple Xianzu
- Mère
  - Lady An, Douairière de Wu, honorée à titre posthume Impératrice Zhangyi
- Femme
  - L'impératrice (nom inconnu)
- Enfants
  - Liu Yun, le duc de Xiangyin (né en 951, tué par Guo Wei la même année)
  - Liu Chengjun (Liu Jun) (劉承鈞), plus tard Empereur Ruizong
  - Liu Hao (劉鎬), tué par Liu Jiyuan ~968
  - Liu Kai (劉鍇), tué par Liu Jiyuan ~968
  - Liu Qi (劉錡), tué par Liu Jiyuan ~968
  - Liu Xí (劉錫, note ton différent de celui de son frère, tué par Liu Jiyuan ~968
  - Liu Xǐ (劉銑)
  - Au moins trois autres fils,
  - La princesse, la mère de Liu Ji'en et Liu Jiyuan

### Sources
- Mote, F.W., Imperial China (900-1800), Harvard University Press, 1999, 11–15 p. (ISBN 0-674-01212-7).
- (zh) Wudai Shi (五代史),‎ 974.
- (zh) Ouyang Xiu, Wudai Shiji (五代史記),‎ 1073.
- (zh) Sima Guang, Zizhi Tongjian (資治通鑑),‎ 1086.